# Jean-Philippe Marthély
 (août 2019).
Si vous disposez d'ouvrages ou d'articles de référence ou si vous connaissez des sites web de qualité traitant du thème abordé ici, merci de compléter l'article en donnant les références utiles à sa vérifiabilité et en les liant à la section « Notes et références ».
Jean-Philippe Marthély, né le 11 septembre 1958 au Robert en Martinique, est un chanteur français. Depuis 1981, il est le chanteur du groupe Kassav'. Il est chevalier de l'ordre des Arts et des Lettres en 2020.

## Biographie
Jean-Philippe Marthély intègre plusieurs groupes au cours de sa jeunesse. 
En 1978, il devient professionnel avec le groupe de Simon Jurad, Opération 78, qui se produit régulièrement aux Antilles et à Paris et dans lequel il chante en lead et choriste.
En 1981, il intègre le groupe Kassav' et prend part au 3e album de Kassav' Kalkilé. Chanteur lead et choriste sur le disque, il participe aussi à la première tournée du groupe en août 1982. Dès lors, Jean-Philippe Marthély est le maître de scène de Kassav’. Avec énergie et humour, il aime faire bouger le public et faire monter l'ambiance. Il invente une manière unique d’entraîner les milliers de fans de Kassav’ à danser, chanter et s’amuser ensemble. Ses jeux de mains et ses expressions sont repris par de nombreux artistes sur scène. Jean-Philippe Marthély enregistre ainsi, avec le groupe, deux albums solos produits par Georges Debs : Ti coqen 1983 et Bèl Kréati en 1985, un album avec Patrick Saint-Éloi Bizness en décembre 1985, un autre avec Ronald Rubinel Black Jack en 1991 et enfin l’album Si sé taw en 1993, qu’il coproduit avec Frédéric Caracas et qui obtiendra le prix SACEM Martinique du meilleur album de l’année. 
Par ailleurs, Jean-Philippe Marthély aide à la production d’albums de nombreux amis et épaule son petit frère, Thierry Marthély, qui suit ses traces. Il est chanteur dans plusieurs albums, notamment de Mario Canonge et la série ...color de Ronald Rubinel.
En composant Bel Kréati, il est à l’origine du style Zouk love. ZamZam, Zioum, Souskaÿ ou Sé dam’ bonjou, tubes à ambiance carnavalesque voisinent dans son œuvre avec la tendresse de Mistè la vi ya, Zou, La Priyè Doulè ou encore An ti zwel. Toutes ses compositions ont une structure précise, une assise solide et il sortit des habitudes d’écriture du Zouk pour flirter avec d’autres horizons comme dans les titres An lé monté, Touloulou et Jijman hatif.
Après la période Bizness, concept live avec Patrick Saint-Éloi, il crée un nouveau projet le 3Kdjol. Au départ; groupe de 4 musiciens en acoustique : 3 Ka et de la Djol, le groupe s’agrandit et avec de nombreux midi-minuit[Quoi ?] du côté de Tartane rassemblant les inconditionnels de Jean-Philippe Marthély, Marius Priam et Jean-Luc Guanel. Leur chanson Bandé, bandé, bandé qui traite de la mal bouffe fut un tube en Martinique.
Il est en convalescence depuis un AVC survenu le 28 février 2020.

## Distinctions
- Chevalier de l'ordre des Arts et des Lettres (2020)

## Discographie

### Album studio
- 1982 : Factory Zouk
- 1983 : Ti Coq
- 1985 : Touloulou
- 1985 : Bizness (avec Patrick Saint-Eloi)
- 1996 : Marthéloi (avec Patrick Saint-Eloi)
- 1998 : O péyi
- 2006 : Koulè Lanmou
- 2012 : Kouté

### Compilation
- 2014 : Pipo'l

## Filmographie
- 1992 : Siméon de Euzhan Palcy : Marius